# Ommata signaticollis
Ommata signaticollis là một loài bọ cánh cứng trong họ Cerambycidae.